# Dagmar Lassander

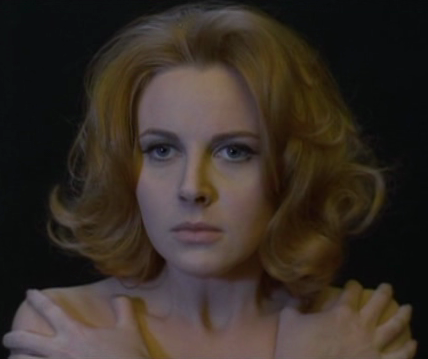
Lassander en Femina Ridens (1969)

Dagmar Lassander (por el nombre de Dagmar Regine Hager; nacida el 16 de junio de 1943) es una actriz alemana.
Nació en Praga, de padre francés y madre chileno-alemana, y comenzó su carrera como diseñadora de vestuario en la ópera de Berlín. Su primer papel fue en 1966 (a los 23 años de edad), en Sperrbezirk de Will Tremper. A partir de 1969, comenzó a trabajar con regularidad, especialmente en el cine policial italiano, de terror y películas eróticas. En los años 80, actuó en varias series de TV italiana, y en el largometraje francés-alemán S.A.S. à San Salvador. En los años 90, actuó sólo en series de TV; en el siglo XXI no ha trabajado como actriz
Esta página es una traducción de Wikipedia en inglés.

## Filmografía parcial
- Murderers Club of Brooklyn (1967)
- de (1968)
- The Laughing Woman (Femina Ridens) (1969)
- Il rosso segno della follia (1970) de Mario Bava
- Le foto proibite di una signora per bene (1970)
- L'iguana dalla lingua di fuoco (1971)
- So Young, So Lovely, So Vicious... (1975)
- L'adolescente (1976)
- Werewolf Woman (1976)
- Classe mista (1976)
- Niñas... al salón (1977)
- The Black Cat (1981)
- The House by the Cemetery (1981)
- S.A.S. à San Salvador (1983)
- Delitto in Formula Uno (1984)